# Lago Rogaguado
El lago Rogaguado es un lago tropical de agua dulce de Bolivia. Administrativamente se encuentra situado en el municipio de Exaltación de la provincia de Yacuma, en el departamento del Beni. Pertenece a la cuenca amazónica boliviana, y tiene unas dimensiones de 25,40 km de largo por 18,53 km de ancho y cuenta con una superficie exacta de 315 km², siendo uno de los mayores de lagos de Bolivia. El lago posee 6 islas las más grandes de 1km² y 0,65 km² respectivamente están situadas al norte del lago. Se encuentra cerca al Rogagua, y a 30 km al oeste del Lago Huaytunas, que es un poco más grande (329,5 km²).

En la orilla septentrional del lago Rogaguado vivían tradicionalmente los chácobos. Imagen de 1908.

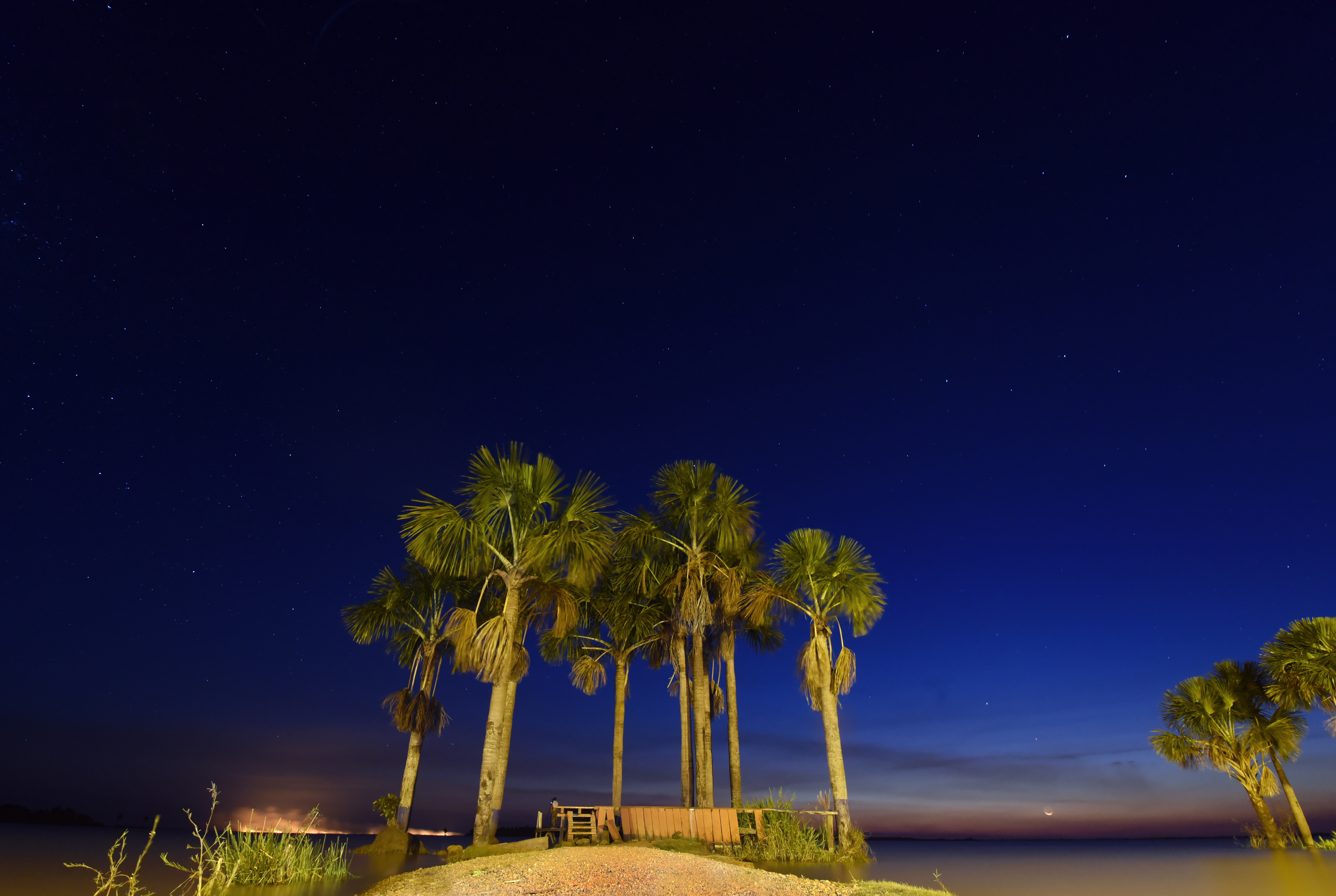
Muelle de noche en el lago Rogaguado.

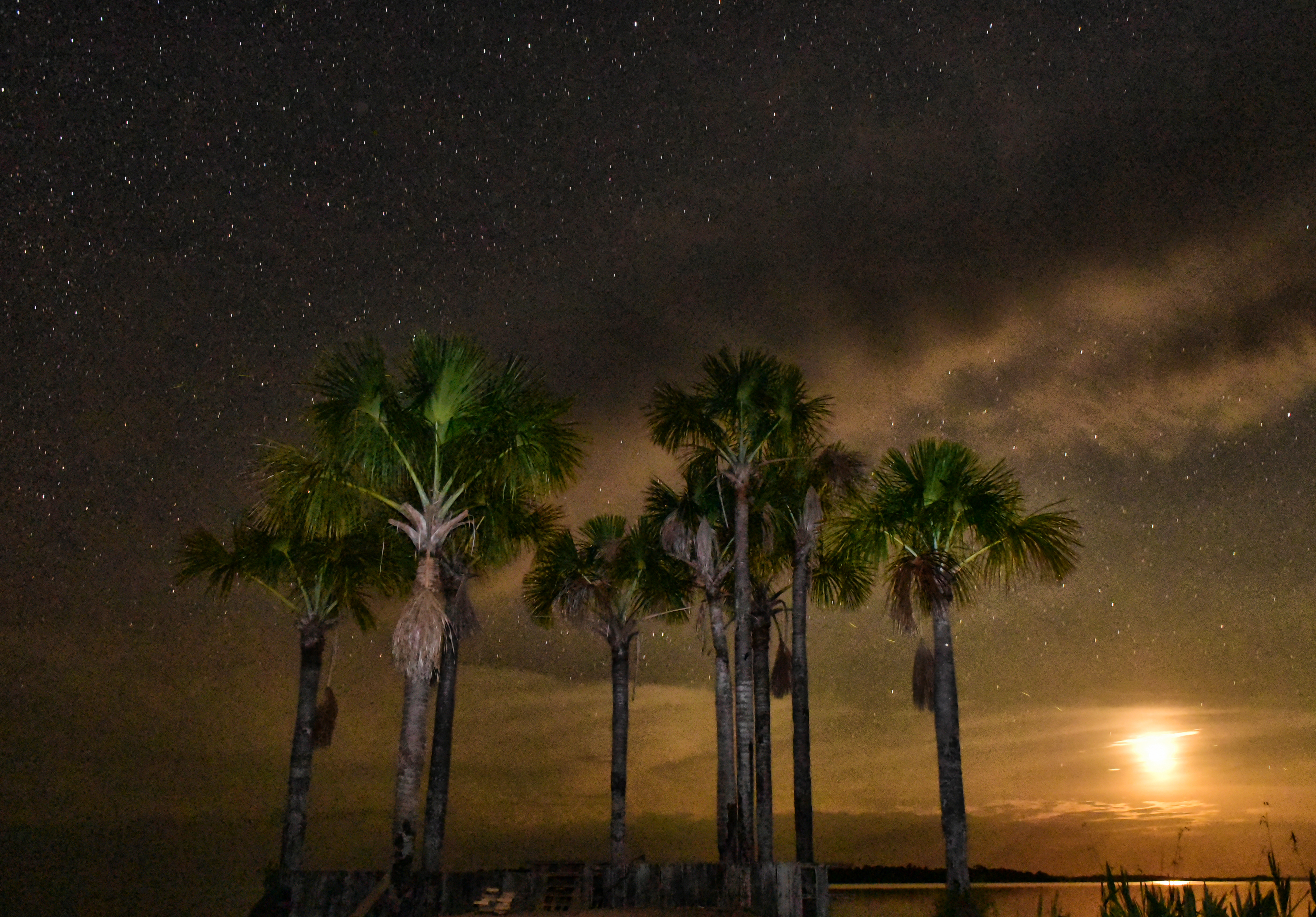
Vista del lago desde la orilla.

Es también un importante reservorio de vida acuática y silvestre, por su riqueza en flora y fauna. Algunas de las especies que viven en el lago son endémicas y no se encuentran en ningún otro lugar del mundo. Asimismo, por el lago pasan algunas especies migratorias de aves, como la garza real y el pato mandarín. También es uno de los de los grandes reservorios de agua dulce de Bolivia, junto con los lagos altiplánicos del Titicaca y Poopó.